# وعلان كاروليني
وعلان كاروليني (الاسم العلمي:Commelina caroliniana) هو نوع من النباتات يتبع جنس الوعلان من الفصيلة الوعلانية.